# ریلبس
ریلبس (به اسپانیایی: Rielves) یک شهرستان در اسپانیا است که در استان تولدو واقع شده‌است.

## خصوصیات
ریلبس ۳۳ کیلومترمربع مساحت و ۶۲۶ نفر جمعیت دارد و ۴۹۴ متر بالاتر از سطح دریا واقع شده‌است.